# زمین‌لرزه ۱۹۹۷ تونگا-فیجی
زمین‌لرزه تونگا-فیجی  در تاریخ ۱۴ اکتبر ۱۹۹۷ میلادی، برابر با ‎۲۲ مهر ۱۳۷۶، ساعت ۹:۵۳:۱۸ به زمان یوتی‌سی در جنوب جزایر فیجی رخ داد. ژرفای این زلزله ۱۶۳٫۴ کیلومتر بود، و بزرگی آن ۷٫۷ در مقیاس Mw اعلام شده‌است. زمین‌لرزه به وقت محلی در روز سه‌شنبه، ساعت ۲۲ روی داده و منطقه زمانی آن یوتی‌سی +۱۳ بوده‌است .
سازمان زمین‌شناسی آمریکا نیز رومرکز این زمین‌لرزه را در مختصات ۲۲°۰۶′۰۴″جنوبی ۱۷۶°۴۶′۱۹″غربی / ۲۲٫۱۰۱°جنوبی ۱۷۶٫۷۷۲°غربی و ژرفای آنرا در ۱۶۷ کیلومتر گزارش کرده‌است. بزرگی برگزیدهٔ این سازمان از میان بزرگیهای محاسبه‌شدهٔ مختلف ۷٫۸ در مقیاس Mw بوده و از دید اثر، در میان چهار دسته‌بندی «نامحسوس»، «محسوس»، «زیان‌آور» یا «با تلفات»، زلزله را «محسوس» اعلام کرده‌است.
پروژهٔ «تنسور گشتاور مرکزوار» زاویه‌های (راستا، شیب، ریک) گسل سازندهٔ زمین‌لرزه و صفحه عمود بر آنرا (°۲۵۷، °۱۷، °۳۰-) یا (°۱۶، °۸۱، °۱۰۵-) و نوع گسل را «عادی» فرارسانده‌است.